# Serica parvula
Serica parvula är en skalbaggsart som beskrevs av Blanchard 1850. Serica parvula ingår i släktet Serica och familjen Melolonthidae. Inga underarter finns listade i Catalogue of Life.